# Camponotus leydigi
Camponotus leydigi är en myrart som beskrevs av Auguste-Henri Forel 1886. Camponotus leydigi ingår i släktet hästmyror, och familjen myror. Inga underarter finns listade.

## Bildgalleri

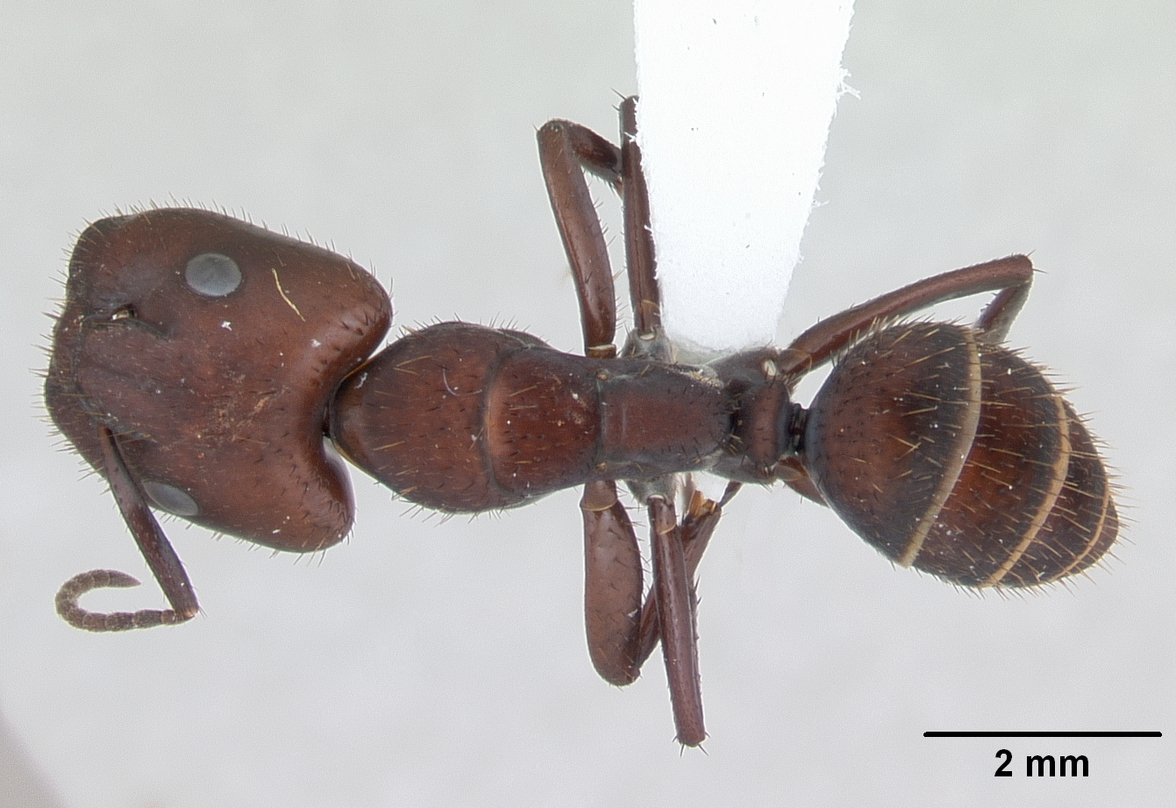
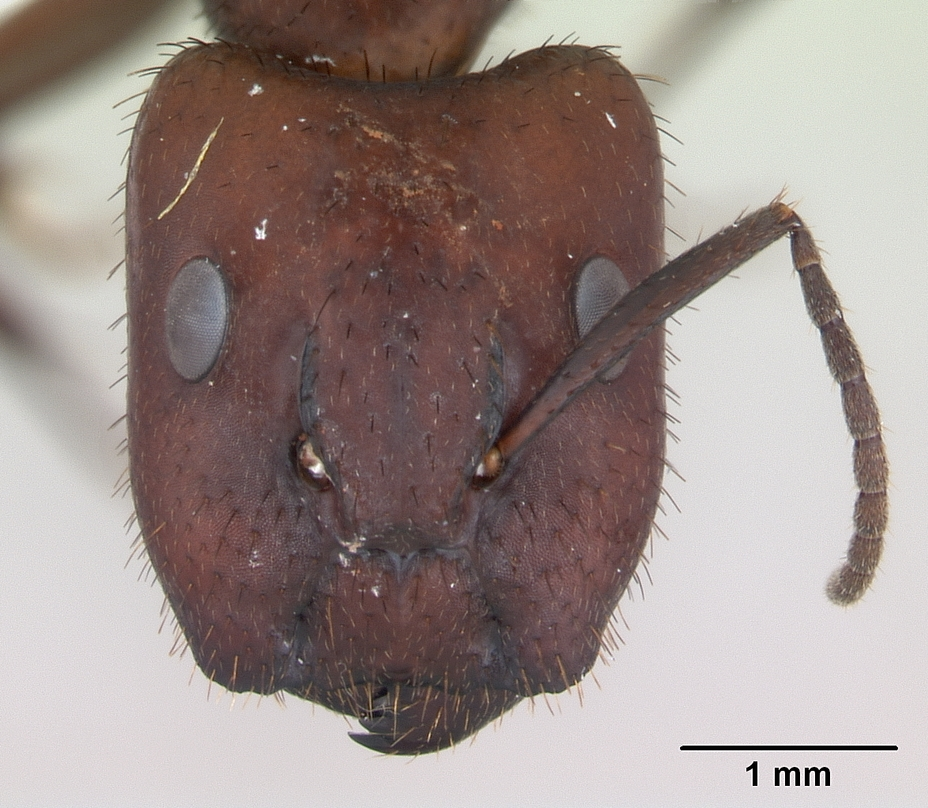
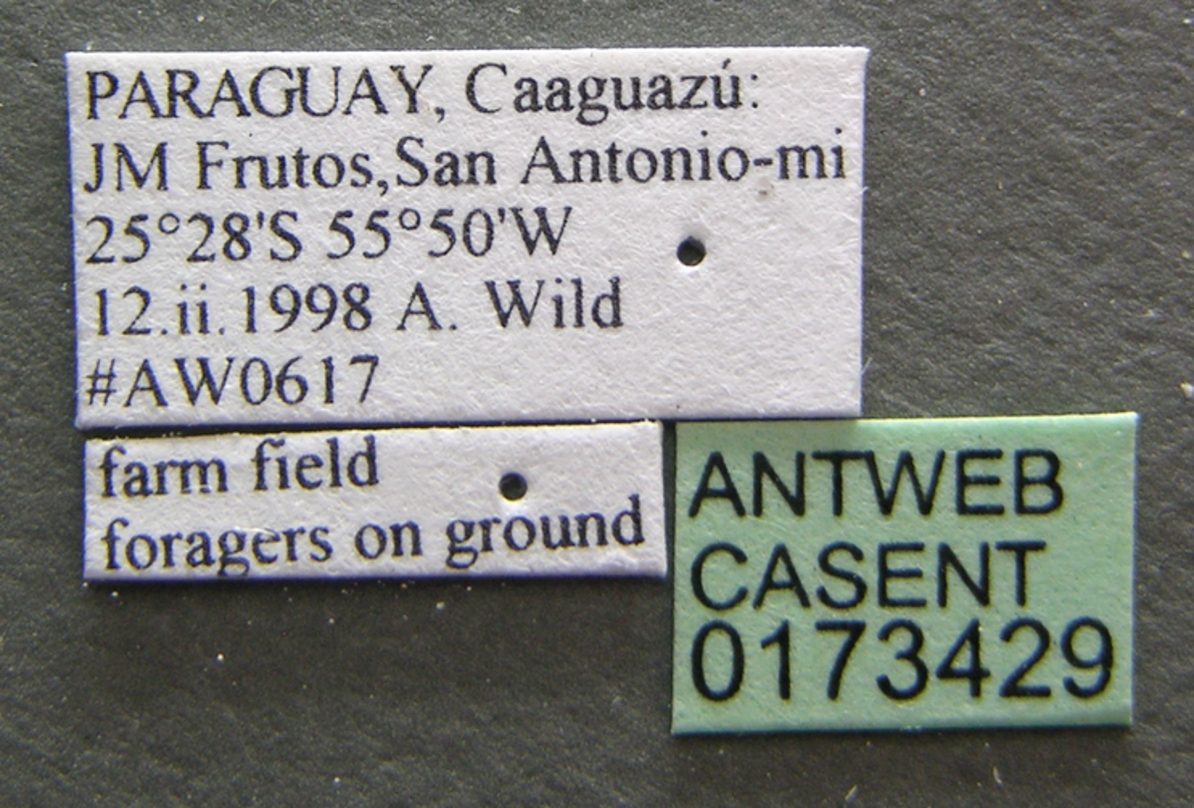
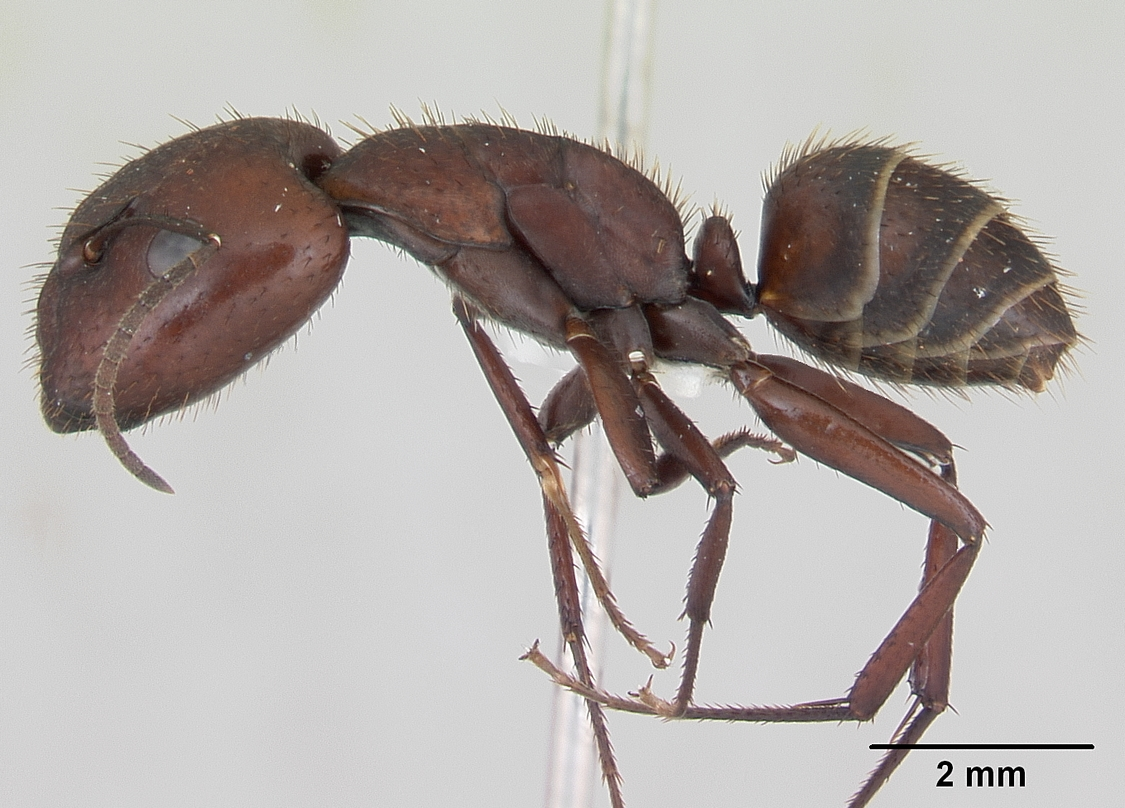